# ديف أيشلبيرغر
ديف أيشلبيرغر (بالإنجليزية: Dave Eichelberger)‏ هو لاعب غولف أمريكي، ولد في 3 سبتمبر 1943 في واكو في الولايات المتحدة.

## وصلات خارجية
- ديف أيشلبيرغر على موقع رابطة لاعبي الغولف المحترفين (الإنجليزية)
- ديف أيشلبيرغر على موقع التصنيف العالمي الرسمي للغولف (الإنجليزية)